# Martin Rheinheimer
Martin Rheinheimer (* 31. Oktober 1960 in Reinbek bei Hamburg) ist ein deutscher Historiker in Dänemark.
Nach einem Studium der Geschichtswissenschaft wurde er 1989 an der Universität Kiel promoviert, 1998 wurde er ebenda habilitiert. Ursprünglich Mittelalterhistoriker, wandte er sich um 1990 der Sozial- und Wirtschaftsgeschichte der Frühen Neuzeit zu, wobei das ehemalige Herzogtum Schleswig und angrenzende Gebiete in Holstein, Jütland und auf Fünen den geographischen Rahmen bildeten. Er verbindet in seinen Forschungen qualitative und quantitative Methoden. In den letzten Jahren hat er sich meist mit der Wirtschafts- und Sozialgeschichte der grenzüberschreitenden Wattenmeerregion beschäftigt und fünf Monographien verfasst, die ihren mikrohistorischen Ausgangspunkt auf der Insel Amrum nehmen. Nach drei biografischen Werken über den ehemaligen Sklaven und General in Algerien Hark Olufs (2001), den ehemaligen Sklaven und späteren Sklavenhändler Hark Nickelsen (2010) sowie den Kojenmann Cornelius Peters (2007) erschien 2016 eine großangelegte Strukturgeschichte der maritimen Gesellschaft auf Amrum, in der auf der Basis serieller Quellen die Eigentümlichkeiten und Netzwerke einer Seefahrergesellschaft dargestellt werden. Als Vorarbeit publizierte er 2010 die Geschlechterreihen der Insel Amrum. Nun hat er sich den Halligen zugewendet und bereits ein Buch über die Lebenswelt eines Seefahrerehepaares publiziert.
Seit 1999 ist Martin Rheinheimer Professor an der Syddansk Universitet in Esbjerg (Dänemark), seit 2007 dort Inhaber des Lehrstuhls für Maritim- und Regionalgeschichte, 2013 wurde er von dort auf den Campus nach Odense versetzt. Von 2006 bis 2013 war er zugleich Direktor des Center for Maritime og Regionale Studier, einer Forschungszusammenarbeit von Syddansk Universitet und Fiskeri- og Søfartsmuseet in Esbjerg. Von 2016 bis 2022 war er hauptamtlicher Direktor des Instituts für Geschichte an der Syddansk Universitet.
Martin Rheinheimer war als Sekretär (1992–2000), Sprecher der Redaktion (seit 2004) und stellvertretender Sprecher (seit 2008) für den Arbeitskreis für Wirtschafts- und Sozialgeschichte Schleswig-Holsteins aktiv. Für den Arbeitskreis hat er die Bibliographie zur Wirtschafts- und Sozialgeschichte Schleswig-Holsteins bearbeitet (erschienen 1997) und mehrere Sammelbände herausgegeben: Subjektive Welten (1998), Der Durchgang durch die Welt (2001), Schriftlichkeit und Identität (2004), Grenzen in der Geschichte Schleswig-Holsteins und Dänemarks (2006) sowie Mensch und Meer in der Geschichte Schleswig-Holsteins und Süddänemarks (2010), Aus der Mitte des Landes (mit Detlev Kraack, 2013).
Martin Rheinheimer ist auch als Naturfotograf hervorgetreten und hat drei Bildbände über die dänischen Küsten, insbesondere Westjütlands, publiziert. In seinen letzten historischen Werken über den Atlantikwall und über Amrum verbindet er Geschichte und Fotografie.

## Schriften (Auswahl)
Monografien
- Das Kreuzfahrerfürstentum Galiläa (= Kieler Werkstücke. Reihe C, Bd. 1). Lang, Frankfurt am Main/Bern/New York/Paris 1990, ISBN 3-631-42703-4 (Zugleich: Kiel, Universität, Dissertation, 1989: Studien zum Kreuzfahrerfürstentum Galiläa).
- Die Dorfordnungen im Herzogtum Schleswig. Dorf und Obrigkeit in der Frühen Neuzeit (= Quellen und Forschungen zur Agrargeschichte. Bd. 46, 2). Band 2. Lucius und Lucius, Stuttgart 1999, ISBN 3-8282-0088-5 (Zugleich: Kiel, Universität, Habilitations-Schrift, 1998).
- Arme, Bettler und Vaganten. Überleben in der Not 1450–1850 (= Fischer. Bd. 60131, Europäische Geschichte). Fischer-Taschenbuch-Verlag, Frankfurt am Main 2000, ISBN 3-596-60131-2.
- Der fremde Sohn. Hark Olufs’ Wiederkehr aus der Sklaverei (= Nordfriesische Quellen und Studien. Bd. 3). Wachholtz, Neumünster 2001, ISBN 3-529-02775-8.
- Der Kojenmann. Mensch und Natur im Wattenmeer 1860–1900 (= Nordfriesische Quellen und Studien. Bd. 7). Wachholtz, Neumünster 2007, ISBN 978-3-529-02776-5.
- Geschlechterreihen der Insel Amrum. 1694–1918 (= Quellen zur Wirtschafts- und Sozialgeschichte Schleswig-Holsteins. Bd. 8). Quedens, Norddorf/Amrum 2010, ISBN 978-3-924422-87-5.
- Unter Sklaven und Piraten. Die abenteuerliche Geschichte des Amrumer Kapitäns Hark Nickelsen. Quedens, Norddorf/Amrum 2010, ISBN 978-3-924422-92-9.
- Die Insel und das Meer. Seefahrt und Gesellschaft auf Amrum 1700–1860. Franz Steiner, Stuttgart 2016, ISBN 978-3-515-11144-7.
- Ipke und Angens. Die Welt eines nordfriesischen Schiffers und seiner Frau (1787–1801). Franz Steiner, Stuttgart 2016, ISBN 978-3-515-11432-5.

Herausgeberschaften
- (Bearb.) Bibliographie zur Wirtschafts- und Sozialgeschichte Schleswig-Holsteins (1997).
- Subjektive Welten (1998).
- Der Durchgang durch die Welt (2001).
- Schriftlichkeit und Identität (2004).
- Grenzen in der Geschichte Schleswig-Holsteins und Dänemarks (2006).
- Mensch und Meer in der Geschichte Schleswig-Holsteins und Süddänemarks (2010).
- mit Detlev Kraack: Aus der Mitte des Landes (2013).

Fotobücher
- Hvor havet ender. Billeder fra den jyske vestkyst = Wo das Meer endet. Bilder von der jütischen Westküste. Fiskeri- og Søfartsmuseets Forlag, Esbjerg 2003, ISBN 87-90982-17-7.
- Die Westküste Jütlands = Jyllands Vestkyst. En billedrejse. Wachholtz, Neumünster 2005, ISBN 3-529-02494-5.
- mit Lulu Anne Hansen (Hrsg.): Bunkers. Atlantvoldens perspektiver i Danmark. Syddansk Universitetsforlag, Odense 2014, ISBN 978-87-7674-773-2.
- Eventyrets kyster. Billeder fra hav og strand = Märchenküsten. Bilder von Meer und Strand. = Fairy Tale Coasts. Pictures from Sea and Beach. Fiskeri- og Søfartsmuseets Forlag, Esbjerg 2018, ISBN 978-87-90982-85-0.